# Octaedru
În geometrie, un octaedru (plural, octaedre) este un poliedru cu opt fețe.

## Octaedrul regulat

### Descriere
Un octaedru regulat este un poliedru platonic compus din opt triunghiuri echilaterale congruente (care se întâlnesc câte patru în vârfuri) și șase vârfuri. Octaedrul regulat mai poate fi descris ca fiind un corp în spațiu alcătuit din două piramide tetragonale regulate egale, unite la bazele lor.

### Dimensiuni
Dacă se notează  cu a lungimea muchiei octaedrului regulat, atunci raza sferei circumscrise (care trece prin toate cele șase vârfuri ale sale) este,
{\displaystyle r_{u}={\frac {a}{2}}{\sqrt {2}}\approx 0.707\cdot a}
iar raza sferei înscrise (tangentă interioară la fiecare din fețele octaedrului) este dată de relația, 
{\displaystyle r_{i}={\frac {a}{6}}{\sqrt {6}}\approx 0.408\cdot a}
în timp ce raza medie, ce intersectează fiecare din cele opt muchii la mijlocul acestora, este 
{\displaystyle r_{m}={\frac {a}{2}}=0.5\cdot a}

### Proiecții ortogonale
Cele patru proiecții ortogonale "speciale" ale octaedrului sunt centrate pe muchie, pe vârf, pe față și, respectiv, perpendiculară.
| Centrat pe          | Muchie | Față | Vârfuri | Față |
| ------------------- | ------ | ---- | ------- | ---- |
| Imagine             |        |      |         |      |
| Simetrie proiectivă | [2]    | [2]  | [4]     | [6]  |

## Pavare sferică
Octaedrul poate fi reprezentat și ca o pavare sferică și proiectat pe un plan printr-o proiecție stereografică. Această proiecție este o conformă, păstrând unghiurile, dar nu ariile sau lungimile. Liniile drepte pe sferă sunt proiectate în plan ca arce de cerc.
|                      |                         |
| Proiecție ortogonală | Proiecție stereografică |

## Generalizare în spațiul n-dimensional
Octaedrul are ca echivalent în spațiul n-dimensional hiperoctaedrul.